# Bosilegrad
Bosilegrad (bug. Босилеград, ćir.: Босилеград) je grad i središte istoimene općine u Pčinjskome okrugu u južnoj Srbiji.

## Stanovništvo
U Bosilegrad živi 2.702 stanovnika, od toga 2.068 punoljetan stanovnik, prosječna starost stanovništva iznosi 37,0 godina (36,9 kod muškaraca i 37,1 kod žena). U gradu ima 890 domaćinstava, a prosječan broj članova po domaćinstvu je 3,03.
Prema popisu stanovništva iz 1991. godine u gradu je živjelo 2.440 stanovnika.
| Etnički sastav 2002. |            |        |
| Narod                | Stanovnika | %      |
| Bugari               | 2.072      | 76,68% |
| Srbi                 | 247        | 9,14%  |
| Jugoslaveni          | 24         | 0,88%  |
| Makedonci            | 9          | 0,33%  |
| Slovenci             | 3          | 0,11%  |
| Hrvati               | 2          | 0,07%  |
| Slovaci              | 1          | 0,03%  |
| Vlasi                | 1          | 0,03%  |
| Rusini               | 1          | 0,03%  |
| nepoznato            | 29         | 1,07%  |

| broj stanovnika | 1233  | 1302  | 1355  | 1662  | 2029  | 2440  | 2702  |
|                 | 1948. | 1953. | 1961. | 1971. | 1981. | 1991. | 2001. |

## Vanjske poveznice
- Karte, udaljenosti, vremenska prognoza  Arhivirana inačica izvorne stranice od 29. ožujka 2008. (Wayback Machine)
- Satelitska snimka naselja